# 알 사두
틀:Infobox textile
알사두, 또는 간단히 사두는 베두인족이 손으로 짠 기하학적 형태의 자수 (공예)를 말한다. 쿠웨이트의 사두 하우스는 베두인과 사두 직조의 이익을 보호하기 위해 1980년 알사두 협회에 의해 설립되었다.
2011년 아랍에미리트의 알사두 전통 직조 기술은 유네스코 긴급 보호가 필요한 무형문화유산 목록에 등재되었고, 2020년 사우디아라비아와 쿠웨이트의 알사두 전통 직조는 목록에 등재되었다.

## 알사두의 본질
알사두는 아랍 유목민의 풍부한 문화유산과 자연미에 대한 본능적인 표현을 예술적으로 묘사하는 고대 부족 직조 공예라고 한다. 직조된 기하학적 및 비유적 패턴과 상징은 전통적인 부족 생활 방식, 사막 환경 및 직조자의 창의적인 자기 표현을 반영한다. 직물과 직조 관행은 직조자의 손과 낙타의 우아하게 움직이는 속도의 연장선으로 볼 수 있다. 낙타는 운송 및 식량뿐만 아니라 직물 생산에도 사용되었으므로 그 비유적 상징성은 중요하다. 낙타 상징과 부족 동물 브랜딩은 매우 귀중한 직조 사두 직물에 묘사된 복잡한 시각적 코드를 만들 수 있다. 부족 생활의 소멸과 관련 직조 기술 및 기억의 감소로 인해 부족 낙타 직물에 대한 수요는 사실상 중단되었고, 따라서 한때 중요하고 필수적이었던 알사두 직조와 유목 동물 사육은 쇠퇴하고 있다.

## 쿠웨이트의 알사두
쿠웨이트의 알사두에는 두 가지 주요 배경이 있다: 여성들이 직조를 하던 유목 베두인의 전통적인 고향인 사막, 그리고 남성들이 매우 다른 종류의 직조를 하던 정착된 도시 생활. 아라비아 사막의 양모 직조 역사는 수천 년 전으로 거슬러 올라가며, 천막과 그 다채로운 칸막이, 저장 가방 및 동물 장비와 같은 직조 품목이 있다. 도시 환경에서는 남성들이 비슈트 (남성용 망토)를 위한 옷감 직조를 맡았다.
쿠웨이트 알사두 협회는 사막의 유목 직조부터 도시의 도시 직조에 이르기까지 쿠웨이트 베두인의 풍부하고 다양한 직물 유산을 보존, 문서화 및 홍보하는 데 전념한다. 1978년, 빠르게 사라지고 있지만 본질적인 문화적 정체성을 보존하고자 하는 쿠웨이트인들의 사적인 발의로 시작되어 알사두 프로젝트가 설립되었다. 1991년, 쿠웨이트 해방 직후, 이 프로젝트는 직조자와 장인들이 직접 소유하고 운영하는 알사두 직조 협동조합으로 전환되었다. 협회는 사두 하우스 (베이트 알사두)에서 갤러리, 박물관, 상점 및 워크숍을 운영한다.
2020년 유네스코 무형문화유산 보호를 위한 정부간 위원회 회의에서 쿠웨이트의 알사두는 긴급 보호가 필요한 무형문화유산 목록에 등재되었다.

## 아랍에미리트의 알사두
아랍에미리트의 알사두는 시골 공동체의 베두인 여성들이 행하는 전통적인 직조 형태이다. 전통적으로 남성들은 염소와 낙타를 깎고, 양모는 여성들이 청소하고 준비한다. 실은 드롭 스핀들에 감긴 다음 현지 식물 추출물(예: 헤나 또는 사프란)로 염색하고, 워프 면 평직을 사용하여 바닥 직기에서 짠다. 전통적인 색상은 검정, 흰색, 갈색, 베이지 및 빨간색이며, 기하학적 디자인의 좁은 띠 형태로 특징적인 패턴이 있다. 그 결과는 다채로운 제품이다: 의류, 낙타 및 말 장식, 베두인 천막, 마즐리스 바닥 베개, 양탄자 및 매트. 전통적으로 여성들은 작은 그룹으로 모여 실을 잣고 직조하며, 가족 소식을 교환하고 가끔씩 노래하고 시를 낭송한다. 이러한 모임은 또한 전통을 전달하는 수단이기도 하다: 소녀들은 관찰을 통해 배우고, 양모 분류와 같은 작업을 점차적으로 맡겨진 다음, 더 복잡한 기술을 배운다.
2011년 유네스코 무형문화유산 보호를 위한 정부간 위원회 제6차 회의에서 아랍에미리트의 알사두는 긴급 보호가 필요한 무형문화유산 목록에 등재되었다.

## 카타르의 알사두
카타르의 사두 직조는 이웃 국가들과 마찬가지로 유목민 여성들이 행하던 고대 직조 형태이다. 전통적으로 유목민들은 양떼에서 대부분의 원자재를 얻었다: 섬유는 양털이나 낙타 또는 염소 털로 만들어졌다. 짧은 섬유는 빗질하고 엉킨 것을 풀어준 다음, 연속적인 실을 만들기 위해 잣는다. 모든 연령대의 여성들은 종종 목축이나 요리와 같은 다른 일상 활동을 하면서 하루 종일 실을 잣는 것을 볼 수 있었다. 알-사두 직조는 기술적으로 특징이 있는데, 때로는 최대 7미터에 달하는 길고 좁은 천 조각이 수평 지상 직기에서 개별적으로 짜여진다. 이 띠들은 함께 꿰매어져 큰 직물을 만든다. 이러한 디자인은 사막 환경을 반영하는 것이 일반적이었다. 상징은 별, 기상 현상, 모래 언덕, 사막 식물 또는 동물을 나타냈다. 직조자들은 또한 부족 여성들이 아름다움뿐만 아니라 부족의 부를 나타내기 위해 착용했던 보석과 얼굴 장식을 묘사했다.
2021년, 수크 알 와크라에 위치한 독립 문화 공간인 Embrace Doha는 카타르에 남아있는 마지막 몇몇 사두 직조공들의 관점에서 사두 이야기를 전하기 위한 두 개의 개인 갤러리를 기획했다. 그들의 작업 목표는 사두 직조의 무형 유산 보호의 시급성에 주의를 기울여 더 넓은 지역 사회를 위한 연속성과 보존 노력을 보장하는 것이다.

## 같이 보기
- 비비 두아지 알자베르 알사바흐
- 하이파 알모그린